# Ambohimiarivo
Ambohimiarivo est une commune rurale malgache, située dans la partie centrale de la région de Vakinankaratra.